# Kha Linh Linh
Kha Linh Linh (sinh năm 1951; tiếng Trung: 柯玲玲; bính âm: kē líng líng; còn được gọi là Kha Tiểu Minh (柯小明)) là người vợ đầu tiên của Tập Cận Bình - người hiện là Tổng Bí thư Đảng Cộng sản Trung Quốc và Chủ tịch nước Cộng hòa Nhân dân Trung Hoa. Bà đến từ Phổ Ninh, Quảng Đông, bà là con gái của cựu nhà ngoại giao Trung Quốc Kha Hoa.

## Đời tư
Năm 1979, Kha Linh Linh kết hôn với Tập Cận Bình, nhưng triết lý sống của họ khác nhau. Bà muốn chuyển đến Vương quốc Anh, nhưng ông Tập từ chối đi cùng. Năm 1982 họ ly hôn, kết thúc ba năm chung sống và không có con chung. Sau khi ly hôn, bà Kha di cư đến Vương quốc Anh.